# Catargynnis asuba
Catargynnis asuba är en fjärilsart som beskrevs av Otto Thieme 1906. Catargynnis asuba ingår i släktet Catargynnis och familjen praktfjärilar. Inga underarter finns listade i Catalogue of Life.